# Альбиновская-Минкевич, София Юлиановна

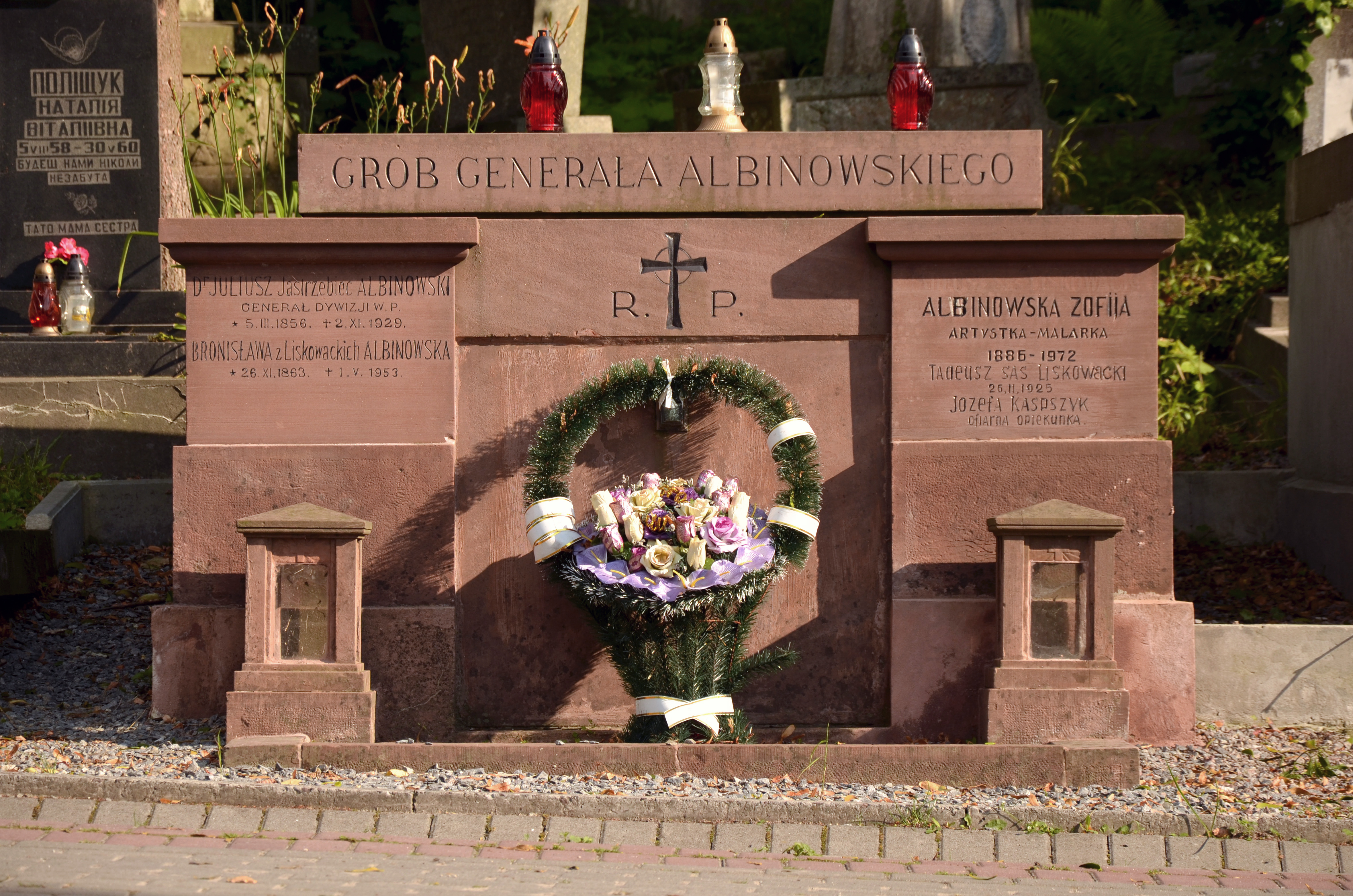
Семейная могила С. Альбиновской-Минкевич на Лычаковском кладбище во Львове

София Юлиановна Альбиновская-Минкевич (пол. Zofia Albinowska-Minkiewiczow; 1886, Клагенфурт-ам-Вёртерзе, Австро-Венгрия — 1971, Львов) — польская, украинская и советская художница, живописец и график. Член Союза художников Украины с 1939 года. Жена польского архитектора Витольда Минкевича.

## Биография
Дочь польского генерала Юлиуша Альбиновского. В 1901—1906 годах училась в частных школах Гендриха Штреблова (с 1901), Франца Гогенберга и Фердинанда Круиса (с 1902). С 1906 по 1909 годы жила в Париже, где сначала училась в Академии Коларосси, позже в Школе изящных искусств (École des Beaux Arts). В Париже подружилась с Ольгой Бознанской. Совершила путешествие по странам Европы, посетила Великобританию, Бельгию, Нидерланды и Италию.
В 1909—1912 годах продолжила обучение и преподавала в Школе художественных ремесел (Kunstgewerbeschule) в Вене, после чего навсегда вернулась во Львов. На протяжении многих лет она была президентом Союза польских художников во Львове, также участвовала во многих национальных и зарубежных выставках: Праге, Париже, Нью-Йорке.
В раннем творчестве художницы (до 1920) преобладали портреты, позже её основные интересы — интимные композиции с изображением натюрмортов — разнообразных цветов и стильных интерьеров. Её картины иногда оценивают как написанные «в стиле постимпрессионизма».
Похоронена во Львове на Лычаковском кладбище.